# Гущина Наталія Олександрівна
Наталія Олександрівна Гущина (рос. Наталья Александровна Гущина; нар. 10 листопада 1982, Голишманово, Голишмановський район, Тюменська область) — російська борчиня вільного стилю, срібна призерка чемпіонату Європи.

## Життєпис
Боротьбою почала займатися з 1996 року. У 2000 році стала бронзовою призеркою чемпіонату світу серед юніорів. Того ж року здобула срібну нагороду на чемпіонаті Європи серед юніорів. Наступного року на чемпіонаті світу серед юніорів стала срібною медалісткою. У 2002 році здобула бронзову медаль чемпіонату Європи серед юніорів.
Виступала за Тюменську область. Тренер — Віктор Сінельников.
По закінченні спортивної кар'єри перейшла на тренерську роботу. Тренер-викладач з вільної боротьби СДЮСШОР (Голишманово).

## Спортивні результати на міжнародних змаганнях

### Виступи на Чемпіонатах Європи
| Змагання                         | Збірна | Вагова категорія          | Місце  |
| -------------------------------- | ------ | ------------------------- | ------ |
| Чемпіонат Європи з боротьби 2001 | Росія  | жіноча боротьба, до 51 кг | Срібло |

### Виступи на інших змаганнях
| Змагання                  | Збірна | Вагова категорія          | Місце |
| ------------------------- | ------ | ------------------------- | ----- |
| Тестовий турнір FILA 2004 | Росія  | жіноча боротьба, до 51 кг | 6     |

### Виступи на змаганнях молодших вікових груп
| Змагання                                       | Збірна | Вагова категорія          | Місце  |
| ---------------------------------------------- | ------ | ------------------------- | ------ |
| Чемпіонат світу з боротьби серед кадетів 1999  | Росія  | жіноча боротьба, до 52 кг | 4      |
| Чемпіонат світу з боротьби серед юніорів 2000  | Росія  | жіноча боротьба, до 50 кг | Бронза |
| Чемпіонат Європи з боротьби серед юніорів 2000 | Росія  | жіноча боротьба, до 50 кг | Срібло |
| Чемпіонат світу з боротьби серед юніорів 2001  | Росія  | жіноча боротьба, до 50 кг | Срібло |
| Чемпіонат Європи з боротьби серед юніорів 2002 | Росія  | жіноча боротьба, до 50 кг | Бронза |